# Eva Illouz

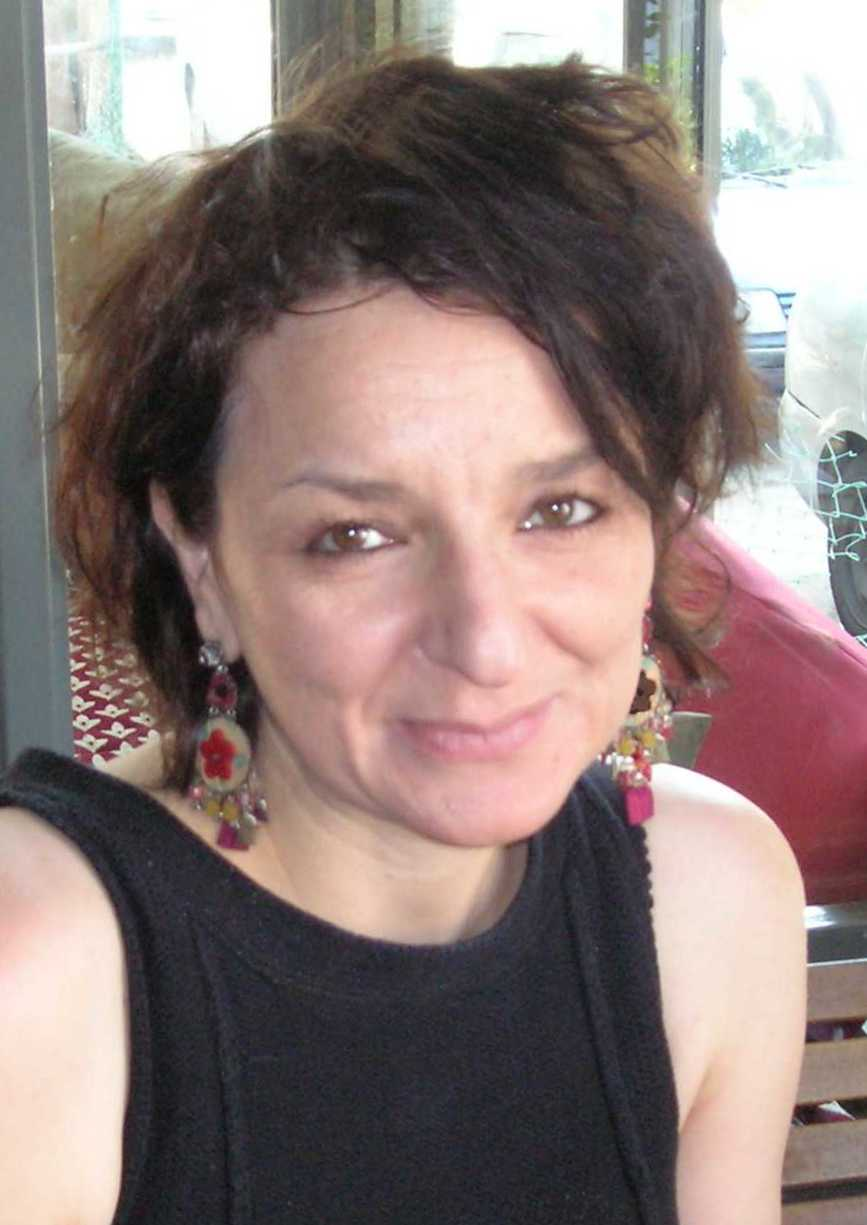

Eva Illouz (Fes, 30 april 1961) is een doctor in communicatiewetenschappen. Ze is tevens de eerst vrouwelijke voorzitter van de Bezalel Academy of Arts and Design.

## Biografie[1]
Eva Illouz verhuisde op haar tiende naar Frankrijk. Ze studeerde sociologie, communicatie en literatuur te Parijs en behaalde er een Bachelor of Arts. Later behaalde ze ook meerdere Master of Arts aan de Parijs X in literatuur en één in communicatie aan de Hebreeuwse Universiteit van Jeruzalem. Haar PhD legde ze af in 1991 aan de "Annenberg School for Communication" van de Universiteit van Pennsylvania.
Vervolgens werkte Illouz aan de Northwestern universiteit (VS), de Princeton Universiteit (VS), de École des hautes études en sciences sociales te Parijs en het Wissenschaftskolleg zu Berlin.
Sinds 2012 is ze de eerst vrouwelijke voorzitter van de Bezalel Academy of Arts and Design.

## Eerbetoon
- 2000 - Honorable Mention for the Best Book Award at the American Sociological Association voor "Consuming the Romantic Utopia".
- 2005 -  Best Book Award, American Sociological Association voor "Oprah Winfrey and the Glamour of Misery".
- 2013 - Annaliese Meier International Award van de Alexander von Humboldt-Foundation
- 2013 - Beste boek van de Franse Alpine Philosophy Society voor "Why love hurts".
- 2014 - Sociology of Emotions Outstanding Recent Contribution Award voor "Why love hurts".

## Publicaties
- Consuming the Romantic Utopia: Love and the Cultural Contradictions of Capitalism (1997)
- The Culture of Capitalism (2002)
- Oprah Winfrey and the Glamour of Misery: An Essay on Popular Culture (2003)
- Cold Intimacies: The Making of Emotional Capitalism (2007)
- Saving the Modern Soul (2008)
- Why love hurts (2012),
- Die neue Liebesordnung: Frauen, Männer und Shades of Grey (2013)
- Hard-Core Romance (2014)

- Bibsys: 98007763
- Biblioteca Nacional de España: XX4850399
- Bibliothèque nationale de France: cb144990264 (data)
- Catàleg d'autoritats de noms i títols de Catalunya: 981058515378206706
- Gemeinsame Normdatei: 128446560
- International Standard Name Identifier: 0000 0001 0938 2613
- Library of Congress Control Number: n95095838
- Nationale Bibliotheek van Letland: 000337843
- MusicBrainz: c475514d-4c08-4170-bfe9-963b44695bb7
- Nationale Bibliotheek van Tsjechië: xx0160707
- Nationale Bibliotheek van Israël: 987007262851005171
- Nationale Bibliotheek van Polen: a0000003022795
- Nederlandse Thesaurus van Auteursnamen: 15983936X
- ORCID: 0000-0002-5609-6991
- Istituto Centrale per il Catalogo Unico: USMV787916
- LIBRIS: 232916
- Système universitaire de documentation: 098863592
- Trove: 1453908
- Virtual International Authority File: 115533826
- WorldCat: E39PBJjHjY4VY86DbPjWQfjXBP